# Dahredj
Dahredj – jaskinia krasowa położona w Atlasie Tellskim, w północno-wschodniej części Algierii, w pobliżu miasta Kalima. Jest to najgłębsza jaskinia na Ziemi rozwinięta w gipsach. Została zbadana przez speleologów w 1987 roku. Ma 212 metrów głębokości i 2450 metrów długości. W niektórych częściach jaskini występują stalaktyty i duże kryształy gipsowe.